# Сольяно, Риккардо
Риккардо Сольяно (итал. Riccardo Sogliano; род. 4 марта 1942, Алессандрия, Пьемонт) — итальянский футболист, полузащитник.

## Карьера
Во взрослом футболе дебютировал в 1960 году в клубе «Сиена», где провёл один сезон, приняв участие в 17 матчах.
В 1961 году перешёл в клуб «Бьеллезе», а в 1962 году стал игроком «Новезе». В 1963—1965 годах выступал за «Алессандрию».
В 1965 году перешёл в «Варезе», где провёл шесть сезонов своей игровой карьеры и впервые дебютировал в Серии A. В 1971 году стал игроком клуба «Милан», с которым завоевал два Кубка Италии, а в сезоне 1972/73 стал обладателем Кубка обладателей Кубков УЕФА.
После завершения карьеры в 2004—2008 годах был президентом клуба «Варезе». В 2015 году ему было предъявлено обвинение в налоговом мошенничестве.

## Личная жизнь
У Риккардо есть сын Шон, который также стал профессиональным футболистом и несколько сезонов провёл в Серии A.

## Достижения
«Милан»
- Обладатель Кубка Италии: 1971/72, 1972/73
- Обладатель Кубка обладателей кубков УЕФА: 1972/73